# Frankfurt-Oberrad
Oberrad ist seit dem 1. Juli 1900 ein Stadtteil von Frankfurt am Main.

## Geographische Lage
Oberrad liegt ca. 3 km südöstlich der Hauptwache am südlichen Mainufer. Historisch handelt es sich um eine geschlossene, dörfliche Siedlung mit regelhaftem Grundriss und einer Kirche in zentraler Ortslage. Die moderne Siedlungsausdehnung richtet sich nach Süden.
Im Norden wird die Gemarkung von Oberrad durch den Main begrenzt, am gegenüberliegenden Ufer liegt der Frankfurter Osthafen im Stadtteil Ostend, im Nordosten grenzt es an den Offenbacher Stadtteil Kaiserlei, im Westen an Sachsenhausen und im Süden an den Frankfurter Stadtwald, der hier den Namen Scheerwald trägt.

## Geschichte

### Ur- und Frühgeschichte
Ein früheisenzeitliches Fürstengrab, eingebettet in einen Grabhügel von über 36 Metern Durchmesser und 3,5 Metern Höhe, wurde 1966 im Oberräder Eichlehen des Frankfurter Stadtwalds beim Bau der Autobahn geöffnet und anschließend abgetragen. Vermutlich um 700 vor Christus wurde dort ein keltischer Fürst bestattet, als Grabbeigaben wurden sein Schwert, Pferdegeschirre, Trink- und Essgeschirr gefunden. Im Archäologischen Museum Frankfurt zeigt die Dauerausstellung eine Rekonstruktion der Grabkammer.
In römischer Zeit verlief eine Römerstraße durch die Oberräder Gemarkung, deren Verlauf der Deutschherrenstraße über die Bernardstraße zu einer vermuteten Römerbrücke in Offenbach-Bürgel und auch nach Steinheim folgte.

### Mittelalter
Seit etwa 1100 wurden im Wildbann Dreieich Rodungen vorgenommen. Die älteste erhaltene Erwähnung des Ortes stammt vielleicht von 1151. Unklar ist aber, ob hier Ober- oder Niederrad gemeint ist. Die älteste sichere Erwähnung des Dorfes Oberrad stammt von 1315, als namentlich Rode superior im Reichsforst Dreieich, in königlichem Besitz erwähnt wird. Oberrad gehörte damals zum Gericht und späterem Amt Bornheimerberg.
Die älteste erhaltene Erwähnung einer Kirche stammt von 1270. Sie ist der Heiligen Margarethe geweiht. 1321 gehörte die Kirche zur Pfarrei von St. Bartholomäus in Frankfurt, das auch das Patronatsrecht ausübte. Kirchliche Mittelbehörde war das Archidiakonat des Propstes von St. Bartholomäus in Frankfurt. 1304 stiftete die Begine Mechthild von Rode eine Klause, ein kleines Kloster, hinter dem Friedhof in Rode.
1311 wurde der später als Wasserhof bekannt gewordene Strahlenberger Hof erwähnt. Er ging 1601 an das Erzstift Mainz über und 1803 an die Stadt Frankfurt. Mit der Fleschenburg waren seit 1293 auch die Johanniter in Oberrad begütert.
1317 befand sich Oberrad als Pfand in der Hand von Eberhard von Breuberg, Landvogt der Wetterau. Nach dessen Tod 1330 übertrug König Ludwig IV. das Dorf dessen Töchtern, den Ehefrauen des Grafen Rudolf von Wertheim und des Gottfried von Eppstein. 1331 teilten sich die Herren von Hanau und Eppstein die Dorfherrschaft. 1425 gelangten Dorf und Gericht Oberrad, nachdem sie die Pfandschaft eingelöst hatte, an die Stadt Frankfurt.
1320 verpfändete König Ludwig IV. den Bornheimerberg an Ulrich II. von Hanau. 1336 gestattete der Kaiser der Stadt Frankfurt, den Bornheimerberg an seiner Stelle von Hanau einzulösen. 1351 erneuerte Kaiser Karl IV. allerdings diese Pfandschaft für Hanau. 1434 wurde Graf Reinhard II. von Hanau von Kaiser Sigismund mit dem Bornheimerberg belehnt. Dieses Verhalten des Reichs, das im Gegensatz zu den Rechten der Stadt Frankfurt in Oberrad und an anderen Stellen des Bornheimerbergs stand, führte selbstverständlich zum Streit zwischen Frankfurt und Hanau, der bis 1481 andauerte und dann in einem Vergleich endete: Hanau gab seinen Anspruch auf einzelne Dörfer des Amtes Bornheimerberg auf, darunter auch Oberrad, und bekam dafür das übrige Amt Bornheim zugesprochen. 1484 verlieh König Friedrich III. diese bisher zum Bornheimerberg gehörigen Dörfer, unter anderem also auch Oberrad, dem Rat zu Frankfurt als Lehen. Oberrad war nun eine Landgemeinde der Stadt Frankfurt. In diese Zeit fällt der Bau der Oberräder Landwehr, ein Abschnitt der Frankfurter Landwehr im Süden des Ortes. 1441 folgte die Anlage eines Grabens.

### Historische Namensformen

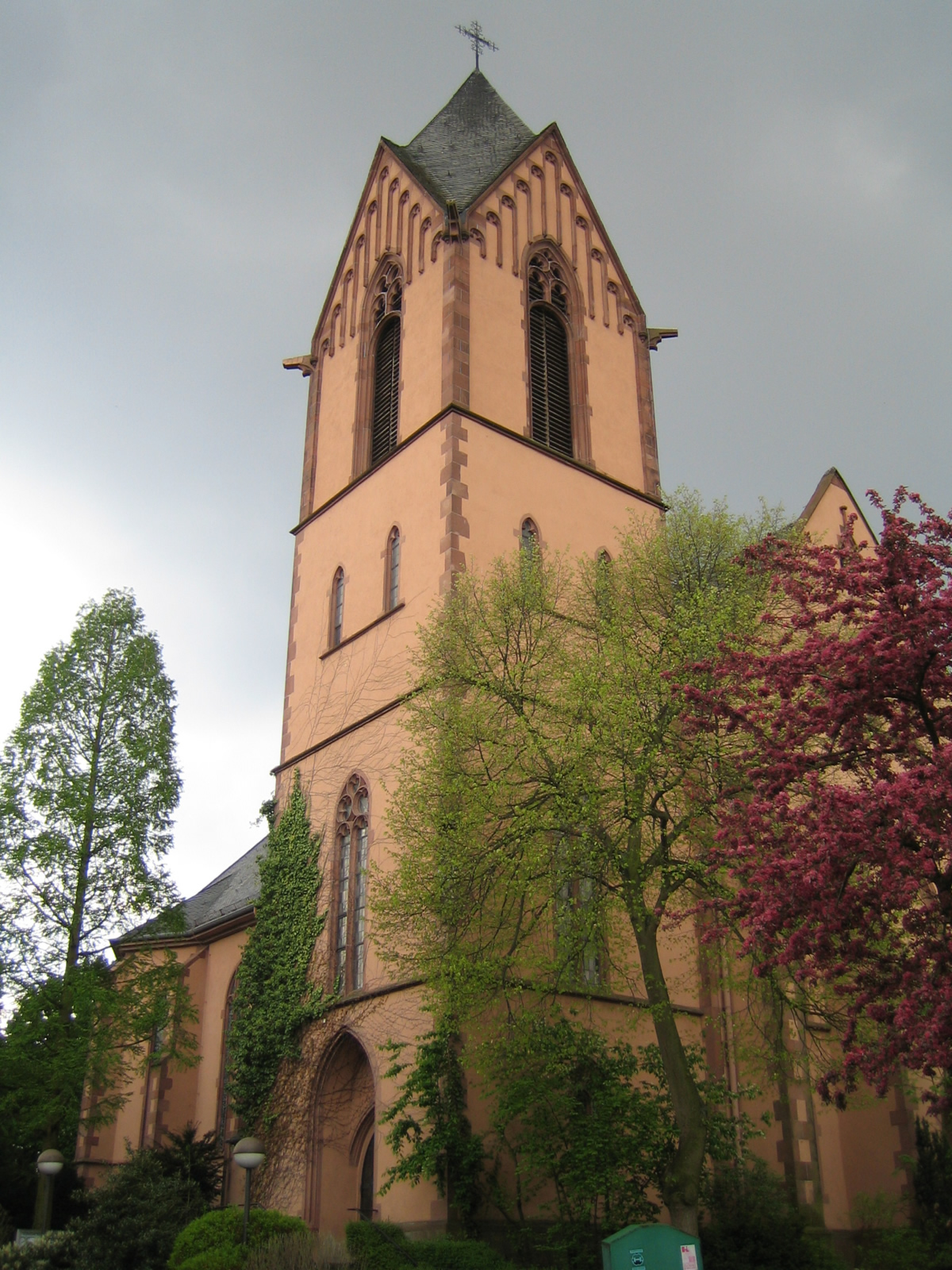
Herz-Jesu-Kirche

- Rode (1151)
- Rode (1225)
- Roda et Roda
- Rode (1270)
- Rode superior (1315)
- Rod (1317)
- Superior Rode (1321)
- Abirn Rade (1331)
- Obirrode (1332)
- Abirn Rade
- Oberrodde
- Aberrade (1333)
- Obern Rade (1452)
- Oberrodt (1562)

### Neuzeit
Im Jahr 1530 wurde die Reformation in Oberrad eingeführt. Bei der Belagerung Frankfurts durch Markgraf Albrecht II. Alcibiades von Brandenburg wurde Oberrad 1552 zerstört.
Nachdem lange Zeit Viehzucht in Oberrad dominierte, wechselten die landwirtschaftlichen Aktivitäten ab dem 16. Jahrhundert zunehmend auf Getreide-, Wein-, Obst- und schließlich vor allem auf den Gemüseanbau. Im 18. und 19. Jahrhundert wurde Oberrad durch seinen ländlichen Charakter und den guten Ruf der Gastronomie zu einem beliebten Ausflugsziel und zum Sommersitz wohlhabender Frankfurter. So traf sich Johann Wolfgang von Goethe mit Marianne von Willemer 1814 und 1815 an der Gerbermühle.
Gegen Ende des preußisch-österreichischen Krieges wurde die Freie Stadt Frankfurt am 18. Juli 1866 vom Königreich Preußen besetzt und bald darauf annektiert, weil sie ihrer Stellung als Sitz des Bundestages (Deutscher Bund) entsprechend die Partei des Kaisertums Österreich ergriffen hatte. Nach der Annexion Frankfurts durch Preußen wurde Oberrad von 1867 bis 1886 Teil des neugebildeten Stadtkreises Frankfurt, dann des Landkreises Frankfurt. Im Jahr 1900 wurde es gemeinsam mit Seckbach und Niederrad in die Stadt Frankfurt eingemeindet.
Mit dem Bahnhof Frankfurt-Oberrad der Frankfurt-Offenbacher Lokalbahn erhielt Oberrad bereits 1848 Bahnanschluss. Ab 1873 nutzte auch die Frankfurt-Bebraer Eisenbahn diesen Bahnhof. 1987 wurde er aufgegeben. Heute bestehen Forderungen nach einem Haltepunkt der S-Bahn Rhein-Main an dieser Stelle.

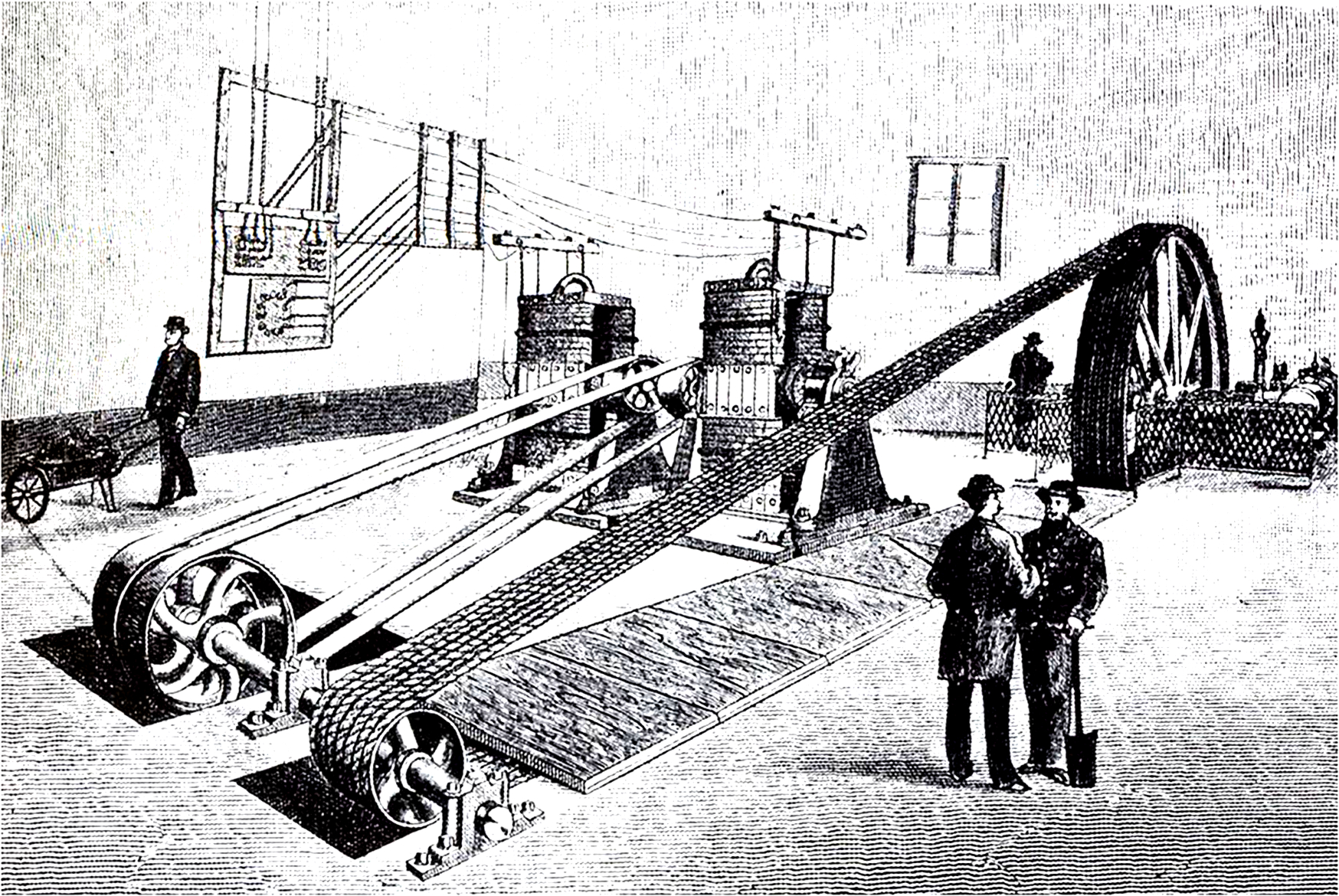
Kraftwerk der Frankfurt-Offenbacher Trambahn-Gesellschaft von 1884

Die Frankfurt-Offenbacher Trambahn-Gesellschaft eröffnete 1884 eine der ersten elektrischen Straßenbahn-Linien, als die Strecke von der Frankfurter Alten Brücke in Sachsenhausen bis zum Buchrainplatz in Oberrad am 18. Februar eröffnet und am 10. April des gleichen Jahres bis zum Mathildenplatz in Offenbach verlängert wurde. Gleichzeitig wurde auch das bahneigene Kohlekraftwerk eröffnet, das erstmals auch eine Versorgung von Unternehmen und privaten Haushalten in Oberrad mit elektrischem Strom ermöglichte. Das Kraftwerk der Frankfurt-Offenbacher Trambahn-Gesellschaft war bis zur Aufgabe des eigenständigen Betriebs der FOTG im Jahr 1906 am Netz. In diesem Jahr wurde der Inselbetrieb der FOTG von der Frankfurter Straßenbahn übernommen und in deren Netz durch Umbau des abweichenden Systems der Stromversorgung und Umspuren der Strecke integriert.
Die katholische Herz-Jesu-Kirche wurde von 1891 bis 1893 errichtet, die evangelische Erlöserkirche von 1912 bis 1914. Im Rahmen des Projekts Neues Frankfurt entstand 1929–1930 die Siedlung Nonnenpfad und die Tellersiedlung.
Im Zweiten Weltkrieg wurde Oberrad durch Bombenangriffe der Royal Air Force im Oktober 1943 und März 1944 zu 90 % zerstört. Von 750 Wohngebäuden wurden 390 vollständig zerstört und 270 schwer beschädigt. Allein der Großangriff in der Nacht vom 4. auf den 5. Oktober 1943 forderte in Oberrad 108 Todesopfer und 675 Verletzte, und 3 175 Menschen wurden obdachlos. Starke Schäden entstanden in Oberrad auch am 18. März 1944. 1951 begann der Wiederaufbau in größerem Umfang. Da das Siedlungsgebiet des Ortes trotz der Nähe zu den Innenstädten von Frankfurt und Offenbach nicht direkt an die angrenzenden Stadtteile anschließt, ist aber der dörfliche Charakter bis heute erhalten geblieben.
Das Wohngebiet rund um den Grazer Weg ist in den 1960er und 70er Jahren entstanden. Mehrere Wohnhochhäuser prägen die unmittelbare Umgebung. Mit einer modernen Nachverdichtung versuchte das Stadtplanungsamt 2003, den Quartierscharakter zu verbessern.
Seit 1926 ist die Philosophisch-Theologische Hochschule Sankt Georgen an der Grenze zu Frankfurt-Oberrad auf Sachsenhäuser-Gebiet beheimatet. Bis 1956 wurde die kriegszerstörte Erlöserkirche vom Architekten Alfred Schild in moderner Form wiederaufgebaut.
Im Jahr 2007 eröffnete das ehrenamtlich geführte Heimatmuseum Oberrad in der Wiener Straße.

### Einwohnerentwicklung
Quelle: Historisches Ortslexikon
- 1425: 24 Männer und 7 Witwen
- 1484: huldigen 35 Männer, 6 Söhne und 4 Knechte
- 1726: 110 Gemeindsleute, 17 Witwen, 13 Beisassen und 3 Beisassenweiber
- 1812: 193 Feuerstellen, 1378 Seelen
- 1885: 5868 Einwohner, davon 4439 evangelisch (= 75,65 %), 1358 katholisch (= 23,14 %), 55 andere Christen (= 0,94 %), 12 Juden (= 0,20 %), 4 andere (= 0,07 %)

| Frankfurt-Oberrad: Einwohnerzahlen von 1812 bis 1975 | Frankfurt-Oberrad: Einwohnerzahlen von 1812 bis 1975 | Frankfurt-Oberrad: Einwohnerzahlen von 1812 bis 1975 | Frankfurt-Oberrad: Einwohnerzahlen von 1812 bis 1975 | Frankfurt-Oberrad: Einwohnerzahlen von 1812 bis 1975 |
| ---------------------------------------------------- | ---------------------------------------------------- | ---------------------------------------------------- | ---------------------------------------------------- | ---------------------------------------------------- |
| Jahr                                                 |                                                      |                                                      |                                                      | Einwohner                                            |
| 1812                                                 | 1812                                                 |                                                      | 1.378                                                | 1.378                                                |
| 1834                                                 | 1834                                                 |                                                      | 1.899                                                | 1.899                                                |
| 1840                                                 | 1840                                                 |                                                      | 2.060                                                | 2.060                                                |
| 1846                                                 | 1846                                                 |                                                      | 2.089                                                | 2.089                                                |
| 1852                                                 | 1852                                                 |                                                      | 2.198                                                | 2.198                                                |
| 1858                                                 | 1858                                                 |                                                      | 2.310                                                | 2.310                                                |
| 1864                                                 | 1864                                                 |                                                      | 2.707                                                | 2.707                                                |
| 1871                                                 | 1871                                                 |                                                      | 3.377                                                | 3.377                                                |
| 1875                                                 | 1875                                                 |                                                      | 4.609                                                | 4.609                                                |
| 1885                                                 | 1885                                                 |                                                      | 5.868                                                | 5.868                                                |
| 1895                                                 | 1895                                                 |                                                      | 7.179                                                | 7.179                                                |
| 1900                                                 | 1900                                                 |                                                      | 8.400                                                | 8.400                                                |
| 1910                                                 | 1910                                                 |                                                      | 8.943                                                | 8.943                                                |
| 1925                                                 | 1925                                                 |                                                      | 8.703                                                | 8.703                                                |
| 1933                                                 | 1933                                                 |                                                      | 8.345                                                | 8.345                                                |
| 1939                                                 | 1939                                                 |                                                      | 7.540                                                | 7.540                                                |
| 1946                                                 | 1946                                                 |                                                      | 3.286                                                | 3.286                                                |
| 1950                                                 | 1950                                                 |                                                      | 4.897                                                | 4.897                                                |
| 1961                                                 | 1961                                                 |                                                      | 8.382                                                | 8.382                                                |
| 1975                                                 | 1975                                                 |                                                      | 11.367                                               | 11.367                                               |
| Quelle(n): ; Stadt Frankfurt                         |                                                      |                                                      |                                                      |                                                      |

## Wirtschaft und Infrastruktur

### Wirtschaftsstruktur

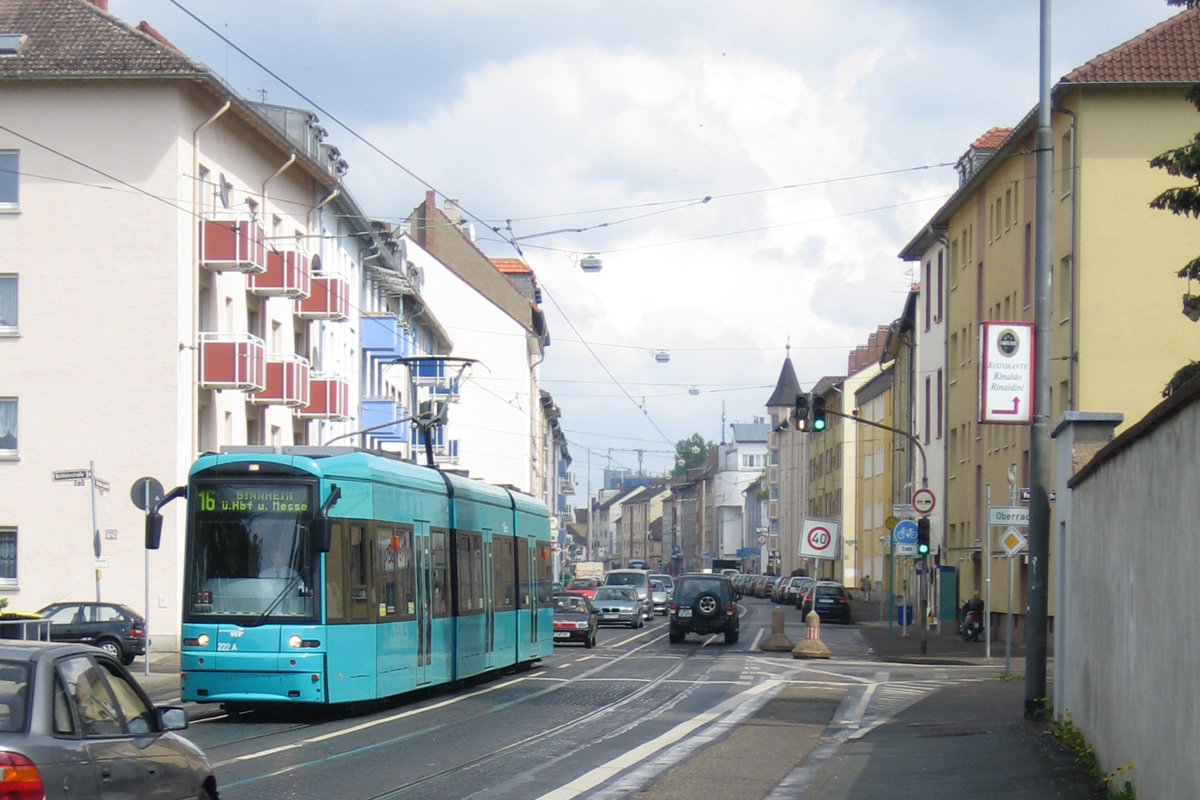
Linie 16 der Frankfurter Straßenbahn in der Offenbacher Landstraße

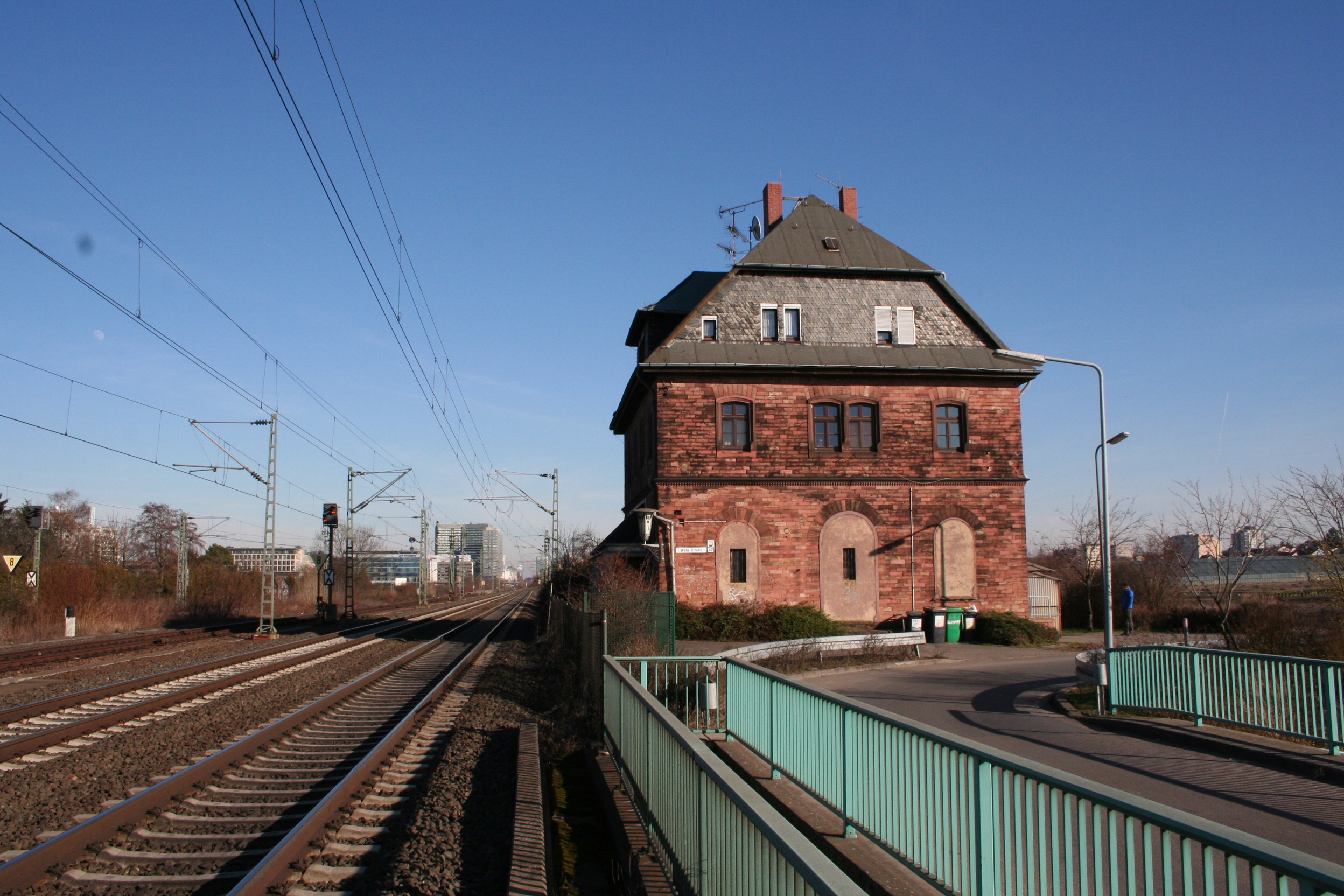
Empfangsgebäude des ehemaligen Bahnhofs Frankfurt-Oberrad

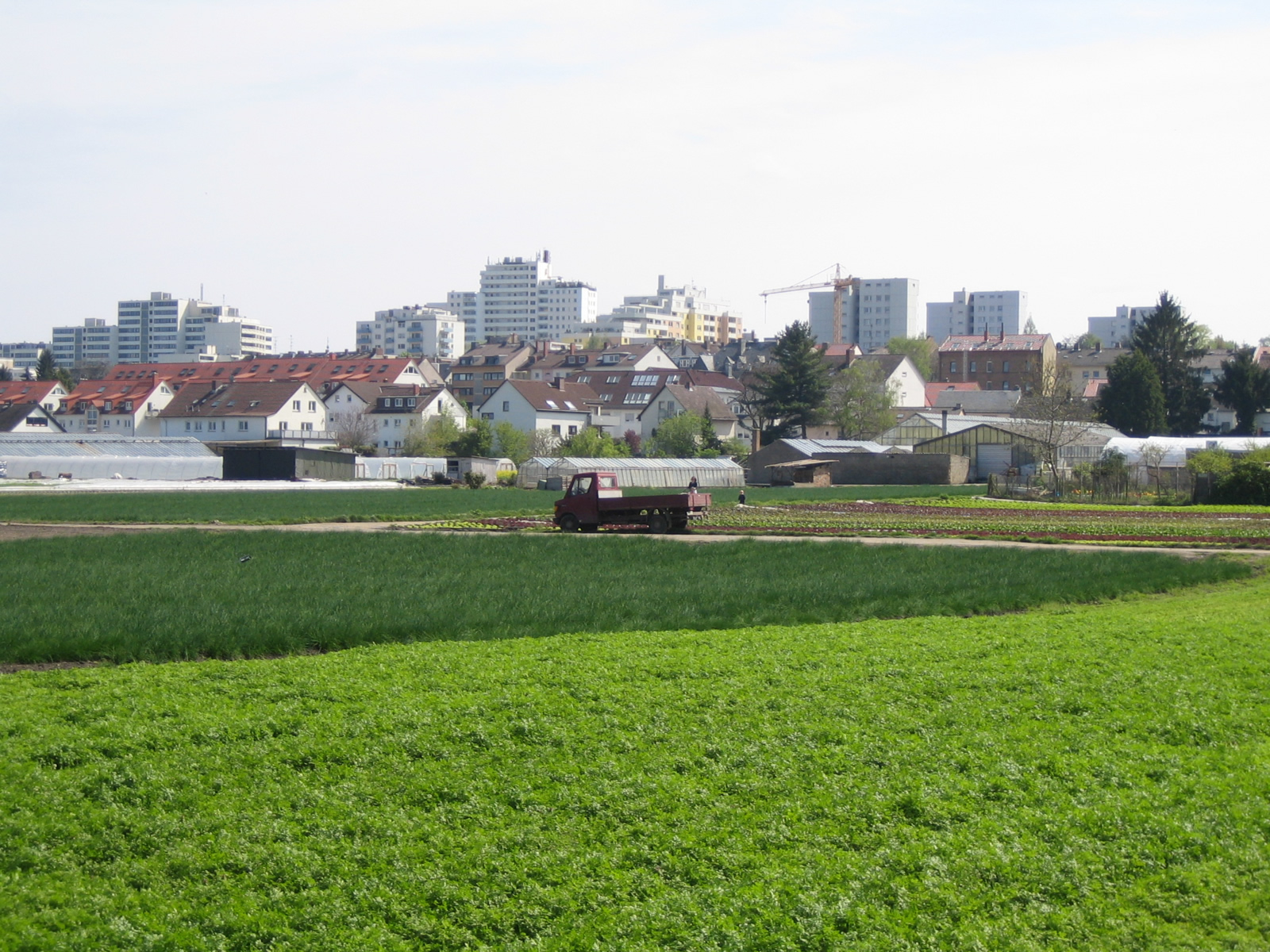
Gartenbauflächen und Gewächshäuser in Oberrad, im Hintergrund die Hochhäuser der Wiener Straße

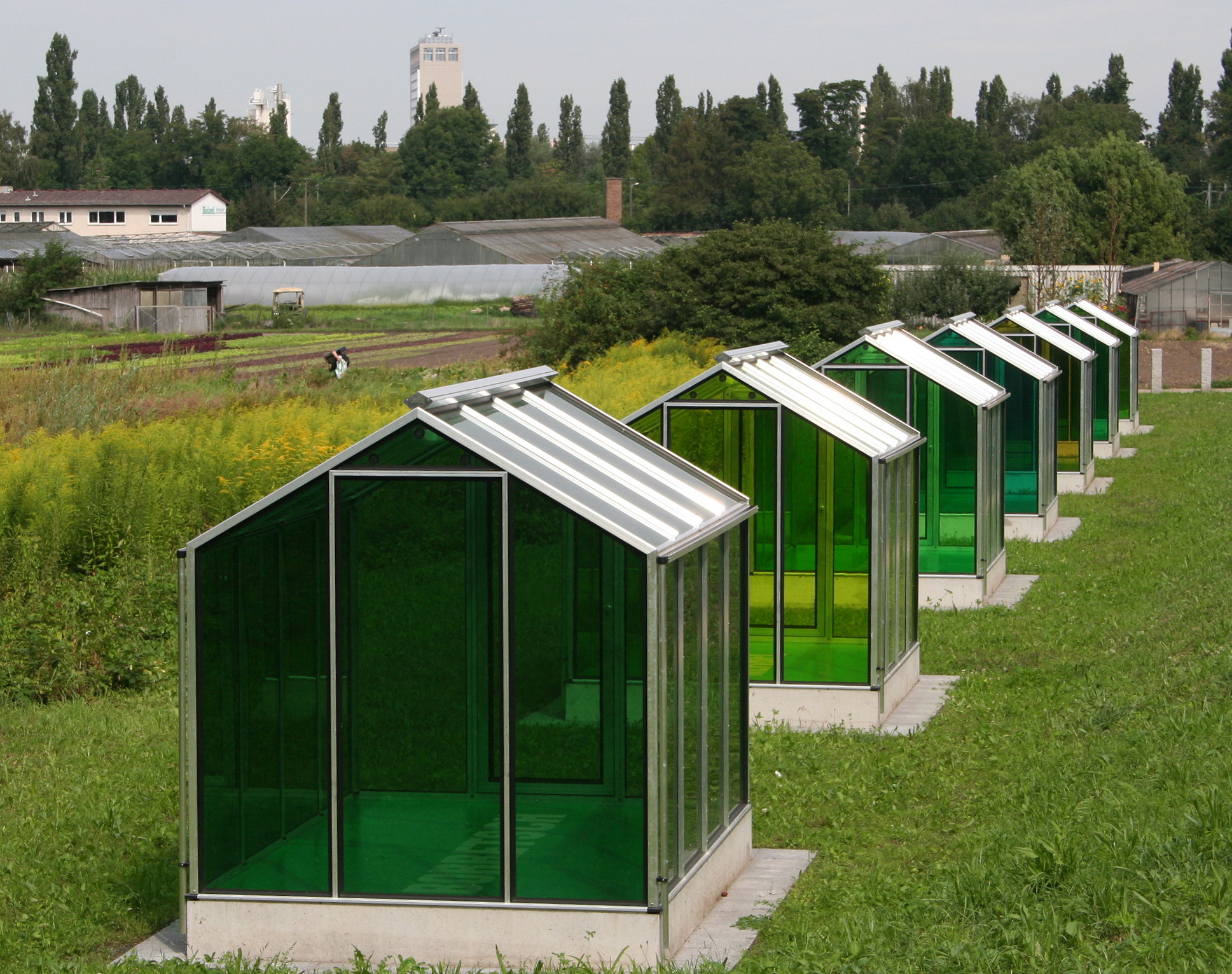
Grüne-Soße-Denkmal

Der nördliche Teil von Oberrad zwischen Ortskern und Main ist geprägt durch weitläufige Felder von Gartenbau- und Gärtnereibetrieben und der Stadtteil bekam daher seinen Ruf als „Gärtnerdorf“. Insgesamt zwölf gartenbauliche Betriebe bewirtschaften in Oberrad zusammen eine Fläche von rund 130 Hektar, fast die Hälfte der Gesamtfläche des Stadtteils. Neben den Kräutern für die Frankfurter Grüne Soße werden hauptsächlich Feldsalat und Rauke angebaut. Seit dem 21. Mai 2007 gibt es in Oberrad das Grüne-Soße-Denkmal. Es besteht aus sieben Gewächshäusern in verschiedenen Grüntönen, deren jedes eine der Zutaten repräsentiert.
Dagegen gibt es nur wenige Industriebetriebe und keine größeren Einkaufszentren, aber kleinere Betriebe des Einzelhandels und ausgedehnte Wohngebiete. Mehr als 300 Firmen enthält das Mitgliederregister des Gewerbevereins Oberrad. Die meisten Ladenlokale weist die Offenbacher Landstraße auf, deren zentrale Lage auch Durchreisende dazu animiert, hier einzukaufen.

### Bildung
Im südlichen Teil Oberrads liegt die Gruneliusschule, eine Grundschule, die von rund 400 Kindern besucht wird. Pro Jahrgang gibt es in der Regel fünf Klassen.

### Verkehr
Heute verkehren die Linien 15 und 16 der Straßenbahn durch den Stadtteil und enden an der Haltestelle Offenbach Stadtgrenze. Seit dem Fahrplanwechsel 2010/11 fahren durch Oberrad die Buslinien 81 und 82.
| Linie | Verlauf | Takt                                       |
| ----- | --- | ------------------------------------------ |
| 15    | Niederrad Haardtwaldplatz – Universitätsklinikum – Südbahnhof – Lokalbahnhof – Mühlberg – Oberrad – Offenbach Stadtgrenze                     | 10 min (nur HVZ)                           |
| 16    | Ginnheim Mitte – Bockenheimer Warte – Festhalle/Messe – Hauptbahnhof – Südbahnhof – Lokalbahnhof – Mühlberg – Oberrad – Offenbach Stadtgrenze | 10 min (werktags) 15 min (sonn-/feiertags) |

## Sport
Folgende Sportvereine sind in Oberrad zu finden:
- Spvgg 05 Frankfurt-Oberrad
- Turn- und Sportgemeinde Frankfurt-Oberrad
- FT Oberrad; ein Fußballverein, der am Spielbetrieb des Fußballkreises Offenbach teilnimmt
- Frankfurter Rudergesellschaft Oberrad
- Am Mainufer nördlich von Oberrad bilden die Bootshäuser von fünf Frankfurter Rudervereinen das sogenannte Rudererdorf. Die angeschlossenen Vereinslokale sind wegen ihrer Biergärten mit Blick auf den Main ein beliebtes Ausflugsziel.
- FC Fortuna Frankfurt – ein Fußballverein der in Oberrad ansässig ist und in unteren Amateurligen spielt.
- Frankfurter Schützenverein von 1860 e. V.

## Persönlichkeiten
- Daniel Ammon[9] (1874–1941), evangelischer Prediger, Graphologe, Psychologe[10] und Schriftsteller.[11]